# Schnabelia terniflora
Schnabelia terniflora là một loài thực vật có hoa trong họ Hoa môi. Loài này được (Maxim.) P.D.Cantino miêu tả khoa học đầu tiên năm 1998 publ. 1999.